# Francesco Pepe
Francesco Alfonso Pepe (Olten, Suïssa, 3 agost 1968) és un astrofísic italo-suïss de l'Observatori Astronòmic de Ginebra, reconegut pel desenvolupament d'instruments astronòmics i pel descobriment de nou exoplanetes pel mètode de la velocitat radial.
Pepe estudià física a l'Escola Federal Politècnica de Zúric (ETH Zürich) i s'hi doctorà el 1995 amb un disseny i construcció d'un espectròmetre en la zona de l'infraroig llunyà instal·lat en un globus aerostàtic.
Inicià la seva carrera professional el 1998 a l'Observatori de Ginebra en el camp de l'astronomia infraroja. Poc després l'assignaren al projecte HARPS (High Accuracy Radial velocity Planet Searcher) de la qual fou director del projecte i l'enginyer de sistemes. HARPS consta d'un espectròmetre d'alta resolució que fou instal·lat i posat en marxa a l'octubre de 2003 sobre un telescopi de 3,6 metres de l'Observatori Europeu Austral (ESO o European Southern Observatory) a La Silla a l'estat de Xile. Després passà al projecte VLTI PRIMA (Phase-Referenced Imaging and Micro-arcsecond Astrometry), també de l'ESO. Actualment treballa en el projecte HARPS-N, la còpia nord de HARPS. S'ha instal·lat el 2012 en el Telescopi Nazionale Galileo (TNG) i està en ple funcionament. El seu principal objectiu és el seguiment de candidats a exoplanetes similars a la Terra descoberts pel satèl·lit de la Missió Kepler i recerca de nous exoplanetes de molt baixa massa en l'hemisferi nord. També treballa en l'ESPRESSO (Echelle SPectrograph for Rocky Exoplanet and Stable Spectroscopic Observations), una nova generació d'espectrògraf per al VLT (Very Large Telescope) amb l'objectiu de trobar planetes extrasolars rocosos a la zona habitable de la seva estrella mare.
Ha descobert els exoplanetes: HD 108147 b, HD 168746 b (2002), HD 330075 b (2004), Mi Ara e, anomenat Sancho a partir del personatge de l'obra de Miguel de Cervantes, El Quixot (2007), HD 85512 b, HD 20794 d, HD 20794 c, HD 20794 b i HD 192310 c (2011).